# 영다양체
미분위상수학에서 영다양체(零多樣體, 영어: nilmanifold)는 멱영 리 군의 몫공간으로 얻어지는 동차공간이다. 해다양체의 특수한 경우이며, 기하화 추측에서 3차원 다양체를 분류하는 기하 가운데 하나이다.

## 정의
연결 멱영 리 군 {\displaystyle N} 속의 격자(영어: lattice)는 다음 조건들을 만족시키는 부분군 {\displaystyle \Gamma \leq N}이다.
- {\displaystyle \Gamma }는 이산 공간이다.
- 몫공간 {\displaystyle N/\Gamma }는 콤팩트 공간이다.

연결 멱영 리 군 {\displaystyle N}에 대하여, 다음 두 조건이 서로 동치이다.
- {\displaystyle N}은 (하나 이상의) 격자를 갖는다.
- (말체프 조건 영어: Mal’cev condition) 모든 구조 상수가 유리수가 되는 리 대수 {\displaystyle \operatorname {Lie} (N)}의 기저가 존재한다.

연결 매끄러운 다양체 {\displaystyle M}에 대하여, 다음 두 조건이 서로 동치이며, 이를 만족시키는 연결 매끄러운 다양체를 영다양체라고 한다.
- 연결 멱영 리 군에 대한 동차 공간이다. 즉, 연결 멱영 리 군 {\displaystyle N}의 추이적 작용 {\displaystyle \cdot \colon N\times M\to M}이 존재하며, 모든 {\displaystyle g\in N}에 대하여 {\displaystyle g\cdot \colon M\to M}이 미분 동형을 이룬다.
- {\displaystyle M\cong \Gamma \backslash N}이 되는 연결 멱영 리 군 {\displaystyle N} 및 격자 {\displaystyle \Gamma \leq N}이 존재한다.
- 반복된 U(1) 주다발과 유클리드 공간의 곱공간과 미분 동형이다. 즉, {\displaystyle M\cong \mathbb {R} ^{k}\times P_{n}}이며 {\displaystyle M_{0}=\{\bullet \}}(한원소 공간)인 매끄러운 주다발의 열 {\displaystyle \operatorname {U} (1)\to M_{i}\to M_{i-1}} {\displaystyle (i\in \{1,\dotsc ,n\})}이 존재한다.[1]:Theorem 1

즉, 멱영 리 군에 대한 동차 공간의 안정자군은 격자를 이룬다.

## 성질
모든 영다양체는 자명하게 해다양체이며, 따라서 해다양체의 성질들을 만족시킨다. 특히, 영다양체의 2차 이상 호모토피 군은 모두 자명하며, 콤팩트 영다양체는 그 기본군으로 완전히 분류된다.
모든 영다양체는 콤팩트 영다양체와 유클리드 공간의 곱공간이다. 따라서 영다양체의 분류는 콤팩트 영다양체의 분류로 귀결된다.
원환면이 아닌 콤팩트 영다양체는 형식적 공간이 아니며, 특히 켈러 구조를 가질 수 없다. 정의에 따라, 모든 영다양체는 가향 다양체이며, 추가로 평행화 가능 다양체이다.:163, Corollary 4.1.3
군 {\displaystyle G}에 대하여 다음 두 조건이 서로 동치이다.
- {\displaystyle G\cong \pi _{1}(M)}이 되는 영다양체 {\displaystyle M}이 존재한다.
- {\displaystyle G}는 꼬임 부분군이 자명한 유한 생성 멱영군이다.

## 예
모든 연결 아벨 리 군은 영다양체이다. 특히, 원환면 {\displaystyle \mathbb {T} ^{n}\cong \mathbb {R} ^{n}/\mathbb {Z} ^{n}}은 콤팩트 영다양체이다.
하이젠베르크 군 {\displaystyle \operatorname {H} (n;\mathbb {R} )}는 {\displaystyle n(n-1)/2}차원 멱영 리 군을 이룬다. 정수 계수 하이젠베르크 군 {\displaystyle \operatorname {H} (n;\mathbb {Z} )}은 그 속의 격자를 이루며, {\displaystyle \operatorname {H} (n;\mathbb {R} )/\operatorname {H} (n;\mathbb {Z} )}은 영다양체를 이룬다.

### 낮은 차원의 영다양체

#### 2차원 이하
2차원 이하의 연결 영다양체는 원환면과 유클리드 공간의 곱공간 밖에 없다. 콤팩트 영다양체를 구성하려면, 1차원에서는 한원소 공간 위에 하나의 U(1) 주다발이 존재하며, 2차원에서는 원 위의 U(1) 주다발은 역시 하나 밖에 없다. (원 위에는 두 개의 원다발이 존재하며, 이는 각각 원환면과 클라인 병에 해당한다. 그러나 후자의 경우는 U(1) 주다발을 이루지 못한다.)

#### 3차원 콤팩트 영다양체
3차원 콤팩트 영다양체는 자연수에 의하여 분류된다. 구체적으로, 2차원 원환면 {\displaystyle \mathbb {T} ^{2}} 위의 U(1) 주다발 {\displaystyle P}는 그 연관 복소수 선다발의 천 특성류의 적분인 2차 코호몰로지
{\displaystyle \operatorname {c} _{1}(P)\in \operatorname {H} ^{2}(\mathbb {T} ^{2})\cong \mathbb {Z} }
로 분류된다. 그런데 이 경우 {\displaystyle P}와 반대 방항을 갖는 주다발 {\displaystyle {\bar {P}}}은 서로 미분 동형인 다양체를 정의한다. 즉, 3차원 연결 콤팩트 영다양체의 미분 동형 동치류는 자연수 {\displaystyle p\in \mathbb {N} }로 분류된다. 이 가운데, 3차원 원환면은 {\displaystyle p=0}에 해당한다.
이는 다음과 같이 하이젠베르크 군의 몫으로 표현될 수 있다.:161, Example 4.1.1 하이젠베르크 군
{\displaystyle \operatorname {Heis} (1;\mathbb {R} )=\left\{{\begin{pmatrix}1&x&z\\0&1&y\\0&0&1\end{pmatrix}}\colon x,y,z\in \mathbb {R} \right\}}
속에서, 리 군 곱셈 규칙이
{\displaystyle (x,y,z)\cdot (x',y',z')=(x+x',y+y',xy'+z+z')}
이므로, 격자
{\displaystyle \Gamma _{m,n,p}=\left\{{\begin{pmatrix}1&x&z\\0&1&y\\0&0&1\end{pmatrix}}\colon x\in m^{-1}\mathbb {Z} ,\;y\in n^{-1}\mathbb {Z} ,\;z\in m^{-1}n^{-1}p^{-1}\mathbb {Z} \right\}\qquad (m,n,p\in \mathbb {Z} ^{+})}
를 고를 수 있으며,
{\displaystyle \Gamma _{m,n,p}\backslash \operatorname {Heis} (1;\mathbb {R} )}
는 콤팩트 영다양체를 이룬다. 사영 사상
{\displaystyle \Gamma _{m,n,p}\backslash \operatorname {Heis} (1;\mathbb {R} )\twoheadrightarrow (\mathbb {R} /m^{-1}\mathbb {Z} )\times (\mathbb {R} /n^{-1}\mathbb {Z} )=\mathbb {T} ^{2}}
{\displaystyle (x,y,z)\mapsto (x,y)}
아래, 이는 2차원 원환면 위의 원다발을 이룬다. 이 경우, {\displaystyle \Gamma _{m,n,p}\backslash \operatorname {Heis} (1;\mathbb {R} )}는 {\displaystyle \Gamma _{1,1,p}\backslash \operatorname {Heis} (1;\mathbb {R} )}와 미분 동형이다.:163, §4.1.3 다시 말해, 모든 3차원 콤팩트 연결 영다양체는 {\displaystyle \mathbb {T} ^{3}} 또는 {\displaystyle \Gamma _{1,1,p}\backslash \operatorname {Heis} (1;\mathbb {R} )} ({\displaystyle p\in \mathbb {Z} ^{+}})와 미분 동형이다.:162–163, Corollary 4.1.2

## 역사
아나톨리 말체프가 1949년에 도입하였고, ‘영다양체’(러시아어: нильмногообразие 닐므노고오브라지예[*])라는 용어를 정의하였다.